# 큐피드의 키스로 환생한 프시케
큐피드의 키스로 환생한 프시케(Psyche Revived by Cupid's Kiss)는 안토니오 카노바의 조각 작품이다. 큐피드가 프시케에게 입맞춤하고 있는 모습을 형상화한 조각이다.